# Болотне
Боло́тне (до 1948 року — Бабата́й, крим. Babatay) — село Джанкойського району Автономної Республіки Крим. Населення становить 304 особи. Орган місцевого самоврядування — Зарічненська сільська рада. Розташоване в центрі району.

## Географія
Болотне — село в центрі району, у степовому Криму, на лівому березі в гирлі річки Побєдна, висота над рівнем моря — 5 м. Сусідні села: Зарічне за 1 км на схід та Побєдне за 1,2 км на південь. Відстань до райцентру — близько 2 кілометрів, там же знаходиться найближча залізнична станція.

## Історія
Селище Баботай в доступних джерелах вперше зустрічається в «Пам'ятній книзі Таврійської губернії 1889р», складеної за результатами Х ревізії 1887, де воно записане з 12 дворами і 69 жителями.
Після земської реформи 1890 року Бабатай віднесли до Ак-Шейхської волості, але в «… Пам'ятні книжці Таврійської губернії за 1892»  не збережене.
За  «… Пам'ятною книжкою Таврійської губернії за 1900 рік»  в селі числилося 99 жителів в 7 дворах. У Статистичному довіднику Таврійської губернії 1915 року, в Ак-Шейхській волості Перекопського повіту значиться село Баботай .
Після встановлення в Криму Радянської влади, за постановою Кримревкома від 8 січня 1921 № 206 «Про зміну адміністративних кордонів» була скасована волосна система і в складі Джанкойського повіту був створений Джанкойський район. У 1922 році повіти перетворили в округу. 11 жовтня 1923 року, згідно з постановою ВЦВК, до адміністративний поділ Кримської АРСР були внесені зміни, у результаті яких округи були ліквідовані, основний адміністративною одиницею став Джанкойський район і село включили до його складу. Згідно зі Списком населених пунктів Кримської АРСР за Всесоюзним перепису 17 грудня 1926 року, Баботай входив до складу Камаджинської сільради Джанкойського району .
У 1944 році, після визволення Криму від фашистів, згідно з Постановою ДКО № 5859 від 11 травня 1944, 18 травня кримські татари були депортовані в Середню Азію. 12 серпня 1944 було прийнято постанову № ГОКО-6372с «Про переселення колгоспників у райони Криму» і у вересні 1944 року в район приїхали перші новосели (27 сімей) з Кам'янець-Подільської та Київської областей, а на початку 1950-х років пішла друга хвиля переселенців з різних областей України. Указом Президії Верховної Ради РРФСР від 18 травня 1948 року, Баботай перейменували в Болотне.
22 травня 2015 року, під час окупації Криму Росією, на автомобільній дорозі між селами Болотне та Зарічне обрушився міст через річку Побєдна, який з'єднував з Джанкоем села Зарічне, Армійське, Низинне, Чайкине та Мисове.
2 грудня 2016 року, під час окупації Криму Росією, було відкрито новий міст, який був побудований за 3 місяці будівельниками з Республіки Татарстан.

## Населення
Згідно з переписом УРСР 1989 року чисельність наявного населення села становила 224 особи, з яких 108 чоловіків та 116 жінок.
За переписом населення України 2001 року в селі мешкали 304 особи.

### Мова
Розподіл населення за рідною мовою за даними перепису 2001 року:
| Мова              | Відсоток |
| ----------------- | -------- |
| кримськотатарська | 44,41 %  |
| російська         | 44,41 %  |
| українська        | 8,22 %   |
| інші              | 2,96 %   |